# ロングアイランド鉄道
ロングアイランド鉄道（英: Long Island Rail Road）はアメリカ合衆国ニューヨーク周辺を基盤とする通勤鉄道会社。略称はLIRR。報告記号はLI。

## 概要
LIRRはニューヨーク州南部に位置する巨大都市ニューヨーク（市）を起点に、その東に位置するロングアイランド各地を結ぶ路線を運営している鉄道会社で、NY州内の公共交通を統括するメトロポリタン・トランスポーテーション・オーソリティ（Metropolitan Transportation Authority, MTA）の傘下にある。車社会といわれる北アメリカにおいて、もっとも多くの利用客のいる通勤鉄道であり、近年は年間8000万人程度で推移している。
創業1834年で世界屈指の歴史を持つ鉄道会社である。創業以来、同じ社名で営業している。なお、社名にある "Rail Road" であるが、 "Railroad" ではなく真中で"Rail" と "Road" に区切って書くのが正式である。これは鉄道という固有名詞がない時代の古風な表記である。

## 歴史
LIRRは1834年にニューヨークとボストンを結ぶ計画で認可された。この計画ではロングアイランド東端のグリーンポート（Greenport、現在の本線の終点）からコネチカット州ストーニントン（Stonington）はフェリーで連絡する予定だった。しかし、完全陸路でコネチカット州を通る鉄道、後のニューヨーク・ニューヘイブン・アンド・ハートフォード鉄道が開通したため、ボストンまでの延伸は断念した。以後、LIRRはロングアイランド内での鉄道会社同士の競争に重点を移してゆく。LIRRは1870年代にはこれらすべての路線を合併し、ロングアイランドの鉄道輸送で独占的な立場になった。
LIRRは度々経営危機に陥っていたが、1900年にはペンシルバニア鉄道（PPR）がLIRRを買収し、傘下に収めた。PRRはLIRRが温めていたマンハッタン延長計画を推進し、1910年9月には自社路線のターミナル駅であり、マンハッタンの一等地に建つペンシルベニア駅へのLIRR乗り入れが実現することになる。この他にも当時潤沢な資金の有ったPRRとLIRRは以後半世紀近く関係を持ち続け、設備の近代化が進んだ。
第二次世界大戦後には鉄道は斜陽産業となり利益は減る一方であった。苦しくなったPRRはLIRRの経営権を放棄し、LIRRは1949年に破綻、経営権は管財人のもとに移った。ニューヨーク州はこの鉄道がロングアイランド島の未来にどれほど重要かを理解していたので、破綻してから長きにわたり援助を続けた。1966年にはPRRが持っていた株式を州が買い取り、新設した交通部門のメトロポリタン・コミューター・トランスポーテーション・オーソリティー（Metropolitan Commuter Transportation Authority）の傘下に置いた。この組織は1968年にメトロポリタン・トランスポーテーション・オーソリティ（MTA）と名を変え現在まで続いている。MTAのもとでLIRRの再建は進み、現在アメリカで最も多くの人々が利用する通勤鉄道にまで成長した。

## 路線

LIRR路線図

### 旅客路線
LIRRは11の旅客路線を持ち、このうちロングアイランドの東端までいく長距離路線として本線（Main Line）とモントーク支線（Montauk Branch）の2路線が存在する。特にモントーク支線は名前こそ支線とつくものの、総延長170kmあまりと本線よりも長い。また、案内上一つの路線を分割して複数の支線として扱っている場合がある。例えば、本線には電化区間と非電化区間があるが、起点のロングアイランドシティ駅から電化区間の東端であるロンコンコマ駅までを「ロンコンコマ支線」、ロンコンコマ駅から終点のグリーンポート駅までの非電化区間は「グリーンポート支線」と呼ばれることがある。
ジャマイカ駅 (Jamaica)より西の区間（ただし、ポートワシントン支線は除く）はニューヨークの中心街であり、シティターミナルゾーン（City Terminal Zone）と呼ばれ、いくつかの都心ターミナル駅が存在する。この区間は本線、モントーク支線、アトランティック支線のどれかに属している。
本線（main line）
本線はニューヨーククイーンズ区、ロングアイランドの付け根にあるロングアイランドシティ（Long Island City）から東に進み、ロングアイランド北東のグリーンポートまでを結ぶ路線である。また、ジャマイカ駅から分岐、イーストリバートンネル（East Rivet Tunnel）でイースト川を超えて、アムトラックの長距離列車などが発着するペンステーションまで乗り入れている部分も含まれる。
途中、ロングアイランド・マッカーサー空港近くのロンコンコマまでは第三軌条方式で電化れており、電化区間のことを旅客案内の上ではロンコンコマ支線と呼ぶ。ロンコンコマ以東は非電化となりグリーンポート支線と呼ばれる。
モントーク支線（Montauk Branch）
モントーク支線はロングアイランドシティから、東に進みロングアイランド東端のモントークまでを結ぶ路線である。途中のバビロン（Babylon）までは電化されており、以東は非電化である。旅客案内では電化区間をバビロン支線（Babylon Branch）、非電化区間を狭義のモントーク支線としている。
ポートワシントン支線（Port Washington Branch）
ポートワシントン支線はLIRRの路線の中で唯一、ジャマイカ駅を経由しない路線である。ペンステーションの隣のウッドサイド（Woodside）で本線から分岐し、ロングアイランドのポートワシントンまでを結んでいる。全線が電化されている。
ヘンプステッド支線
オイスターベイ支線
ロングビーチ支線（Long Beach Branch）
ファーロッカウェイ支線（Far Rockaway Branch）
ウェストヘムステッド支線
アトランティック支線（Atlantic Branch）
ポートジェファーソン支線（Port Jefferson Branch）
セントラル支線（Central Branch）

## 主なターミナル駅
LIRRは路線の西端、ニューヨークのマンハッタン区、ブルックリン区、クイーンズ区にそれぞれ1つずつ、合計3つのターミナル駅を持つ。また、クイーンズ区にあるジャマイカ駅は多くの路線が集まる巨大な結節点になっている。
- ペンシルベニア駅 - マンハッタンにあるターミナル駅で、LIRRの中で最も多くの乗降客と列車の発着本数を誇る。ペン・ステーション（Penn Station）の愛称でも親しまれる。同駅はアムトラックの長距離列車が発着し、またニューヨーク市地下鉄との乗り換え駅でもある。

- アトランティック・ターミナル駅（Atlantic Terminal） - ブルックリンの繁華街に位置するターミナル駅。ニューヨーク市地下鉄の駅とも近く、地下鉄に乗ればマンハッタンへのアクセスも便利である。

- ロングアイランドシティ駅（Long Island City）、ハンターズポイント・アベニュー駅（Hunterspoint Avenue） - これらの駅からも地下鉄に乗り換えることでマンハッタンへとアクセスできる。

将来的にはマンハッタンにあるグランド・セントラル駅（Grand Central Terminal）への乗り入れも予定されており、新たなターミナル駅となる予定である。（後述のイースト・サイド・アクセスを参照）

## 優等列車
現在では通勤列車の運転ばかりであるLIRRだが、かつては多くの特別列車を走らせていた。その中には一等車だけで構成され、アルコールも提供する高級列車もあった。これらの多くは第二次世界大戦ごろには廃止された。現在も残るのはザ・キャノンボール号（The Cannonball）のみとなっている。
- ザ・キャノンボール号（The Cannonball） - 現在、運転されている唯一の名前付き列車。3月から10月までの金曜日の夕方に限り、ロングアイランドシティ駅からモントーク駅まで運転される。一部の車両は完全予約制のパーラーカー（Palor Car）でアルコールなどが供される。

### 過去の優等列車
- フィッシャーマンズ・スペシャル号（Fishermans Special） -
- シェルターアイランド・エクスプレス号（Shelter Island Express） -
- サンライズ・スペシャル号（Sunrise Special） -

## 鉄道車両
電化区間用に電車（EMU）、非電化区間用にディーゼル機関車と客車を使用する。ディーゼル機関車はアメリカでは一般的なディーゼルエレクトリック式であるが、ディーゼルエンジンと発電機、主電動機（駆動用モーター）の他に集電装置を持つものが一部にある。このタイプは電化区間ではエンジンを止めて電気機関車として運用することが可能で、排ガス規制のある都心部の地下駅への乗り入れを可能としている。このうち、電車についてはLIRRと同じくMTA傘下のメトロノース鉄道と概ね共通しており、カラーリングや内装に一部違いがみられるだけとなっている。

### 現有車両

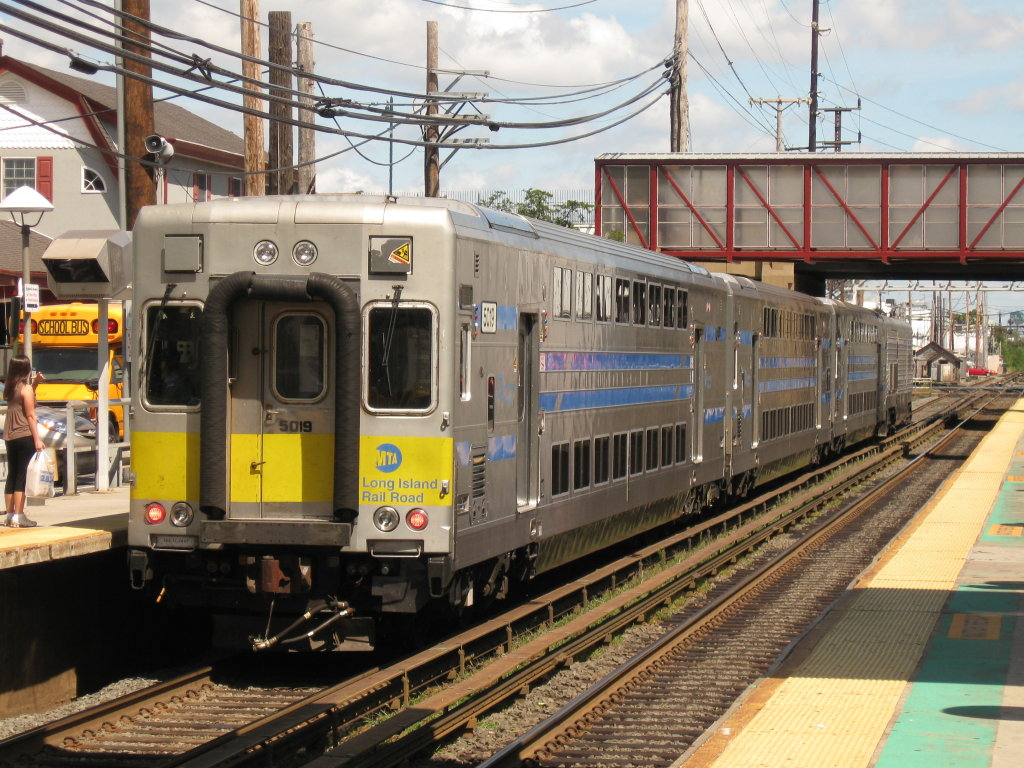
C3型

電車
電車は以下の3形式がある。いずれも2両1編成となっており、最短で3編成つなげた6両編成、最長で6編成つなげた12両編成で運用されている。2019年、M9の運用が始まり、M3は順次廃車となっている。製造は川崎重工が担当している。
- M3型
- M7型
- M9型

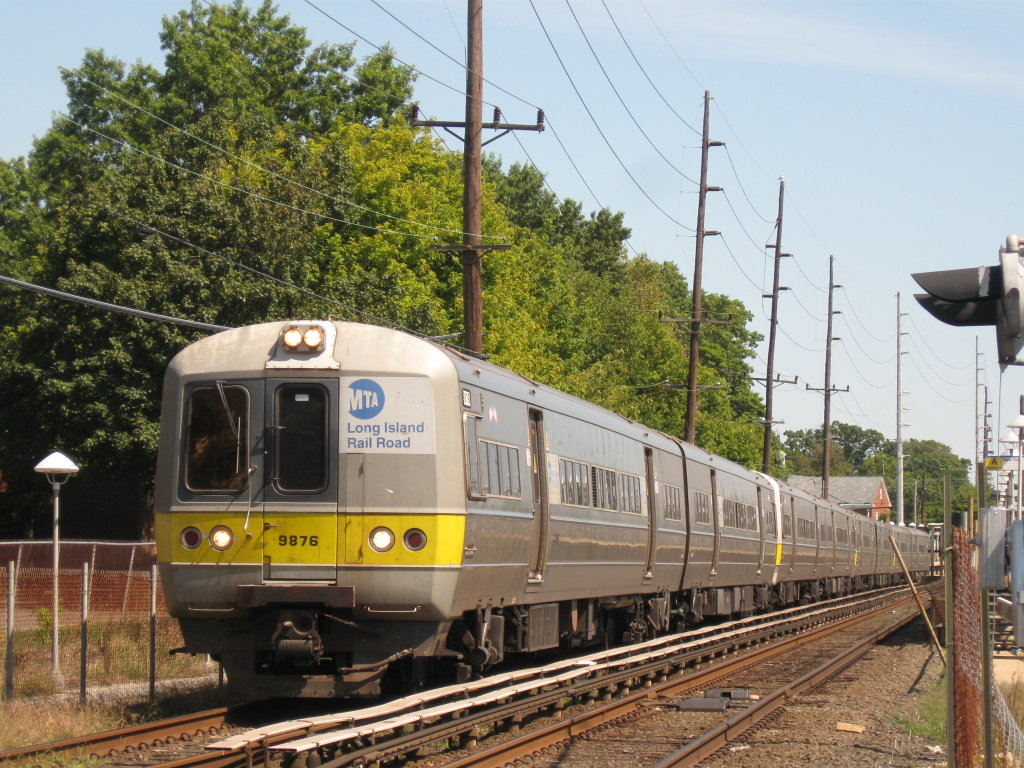
M3型
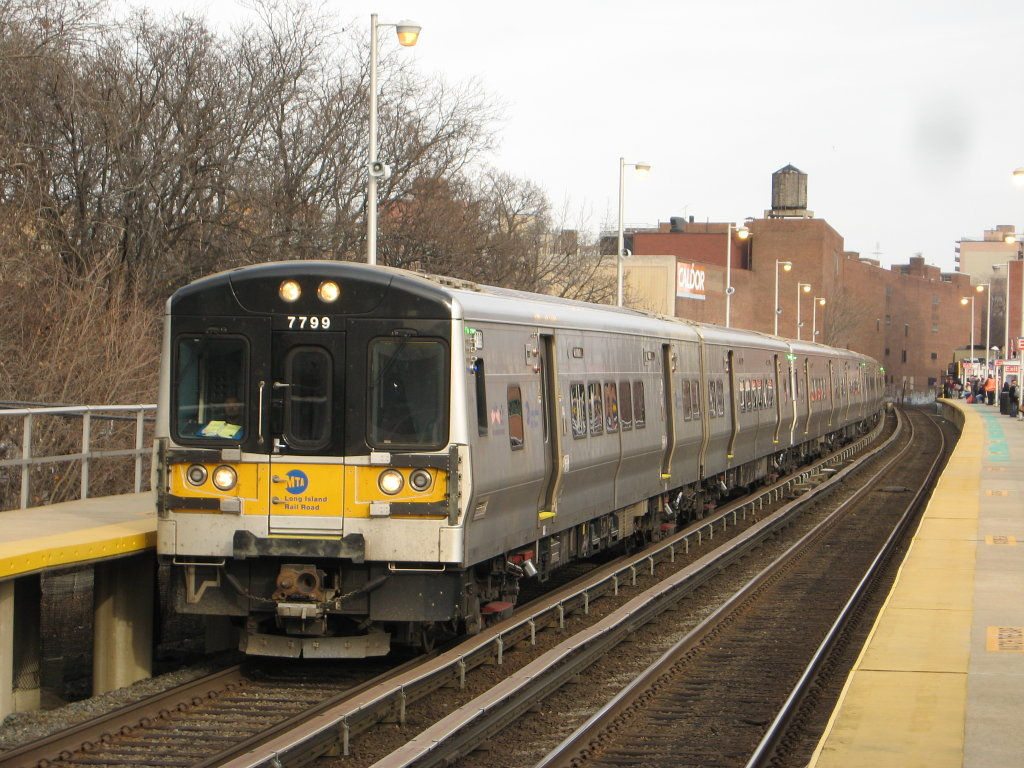
M7型
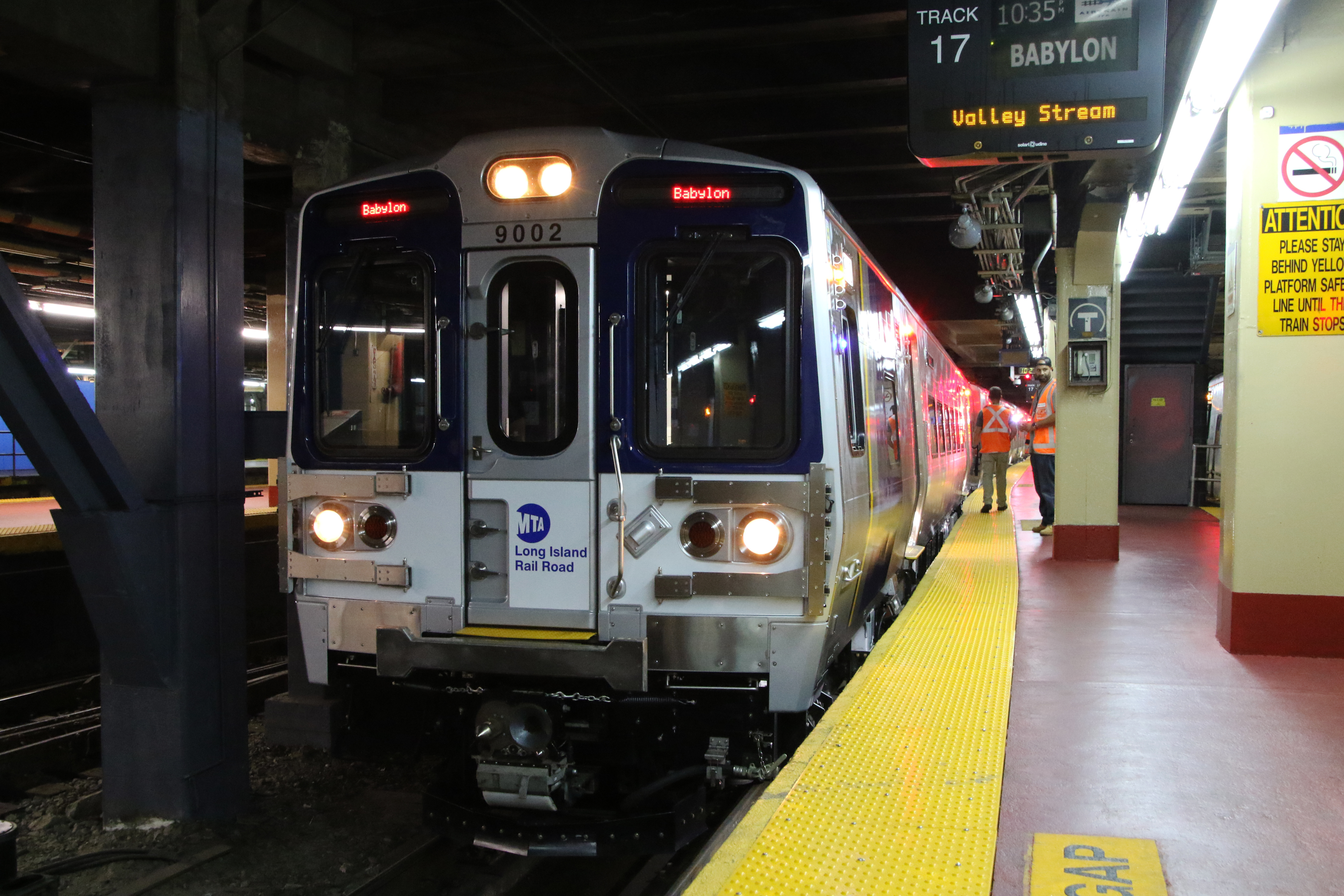
M9型

機関車
- EMD DM30AC型 - 電気機関車としても運用可能な電気式ディーゼル機関車。
- EMD DE30AC型

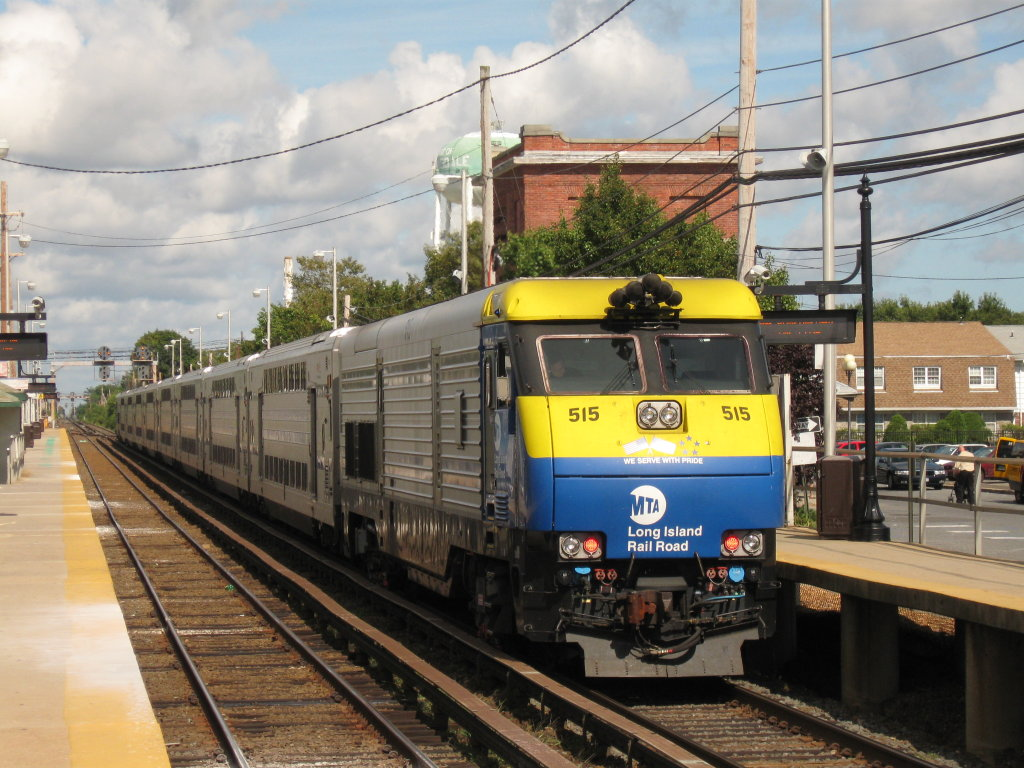
DM30AC型

客車
- C3型

- C3型

### 過去の車両
電車
- M1型

機関車
客車
- C1型

## 乗車券と運賃制度
LIRRの運賃制度はいくつかの駅を1つにまとめたゾーン制で、同じゾーン内の移動は距離にかかわらず均一、ゾーンを跨ぐごとに運賃が高くなっていく仕組みとなっている。LIRRには8個のゾーンがあり、ゾーン1はジャマイカ駅以西のニューヨーク・マンハッタンの各駅、ゾーン3はファーロックウェイ駅を除くジャマイカ駅以東のニューヨーク市内。ゾーン4と7にはナッソー郡内の全駅。ゾーン9，10，12と14はサフォーク郡内の全駅となっている。
乗車券は乗車前に駅の窓口か、自動券売機（Ticket Vending Machines, TVMs）で購入できる。LIRRの自動券売機は4種類あり、現金の他にもクレジットカードやATMのカードで購入が出来るが、青い券売機は現金での支払いには対応していない。この他に乗車まで余裕がある場合にはオンライン予約を利用することもできる。オンライン予約で発券すると若干安くなるが、この場合郵便物として自宅に届くため手元に来るのは2，3日後となってしまう。なお、送料は無料である。乗車券の種類はワンウェイチケット（One way Ticket、片道切符）とラウンドトリップチケット（Round Trip Ticket、往復切符）を基本とする。これらはいずれも発売日から14日間有効と日本の切符に比べ有効期間がかなり長い。
各駅には改札口はなく、列車内で車掌が検札にくる。この時乗車券を持っていないと車掌がその場で発券するが、その場合、支払いは現金のみでやや高い運賃を払わされる。なお、この罰則規定は高齢の地元住民、身体障害者、及び券売機が設置されていない一部の無人駅からの乗車客には適用されない。
平日通勤時間帯の運賃はピークフェア（Peak Fare）と呼ばれ、それ以外の運賃に比べて若干高めに設定されている。具体的にはニューヨーク側のターミナル駅に朝6時から10時までに到着する列車と、同ターミナル駅を夕方4時から8時までに発車する全列車に対して適用される。これらの時間帯に列車を利用する時にオフピークチケットしかもっていなかった場合は罰金を車内で払うことになる。子供運賃の設定もあり、5歳以下は時間帯にかかわらず無料。5歳から11歳までは時間帯に合わせた大人運賃の半額、ないしは後述のファミリーフェア（Family Fare）を適用する。
この他に以下のように割引乗車券・制度が充実している。

### シティチケット（City Ticket）
土曜日と日曜日に発売されLIRRのニューヨーク市内（ゾーン1とゾーン3）が1日乗り放題となる乗車券で、値段は3ドル75セント。使用当日に駅員か券売機で購入するのが条件で、車内での購入はできない。また、他の割引乗車券・制度との併用はできない。

### ファミリーフェア（Family Fare）
5歳から11歳までの子供が18歳以上の保護者を同伴でオフピーク時間帯に利用する場合に適用され、この条件下で子供の数が4人までの時、子供一人当たり75セントで乗れる割引運賃制度。
オフピーク時間帯の自動券売機で購入できる。運賃制度であるので乗車券の種類で「One way」か「Round trip」を選んだあとで「Family Fare」と選択する。乗車後車内で買うこともできるが、子供一人当たり1ドルとやや高くなってしまう。
なお、同伴する子供の人数が5人以上となる場合は5人目以降は普通の子供運賃で計算する。

### シニアズ（Seniors）
65歳以上の老人に対して適用される割引運賃制度で、朝のピーク時間帯のマンハッタン方面行を除いた時間帯の列車にオフピーク運賃の5割引きで乗車することが出来る。メディケア（高齢者向け公的医療保険）カードや運転免許証等の年齢を確認できるものが必要。
購入方法はファミリーフェアと同じく、乗車券選択後に「Seniors」と選択する。

### マンスリーチケット（Monthly Ticket）・ウィークリーチケット（Weekly Ticket）
日本で言う定期券に相当する乗車券で、それぞれ一カ月、一週間有効。

#### マンスリースクールチケット（Monthly School Ticket）
21歳以下で小学校・中学校に在籍しているものを対象とし、通常タイプのマンスリーチケットの三分の一の価格で発売するものである。購入は駅の窓口に限られ、在学証明書が必要。

#### ユニチケット（UniTicket）
LIRRのマンスリーチケットかウィークリーチケットを持つことを条件とした電車・バスの連絡乗車券。対象となるバス会社は以下の4社の路線でいずれかを選択して申し込む。
- ロングアイランドバス（LI Bus）全路線
- ハートバス（Huntington Area Rapid Transit、HART）全路線
- ロングビーチバス（Long Beach Bus）全路線
- ニューヨーク市営バス（NYCT）とMTAバスの組み合わせ　一部路線のみ

## 今後の予定

### イースト・サイド・アクセス計画

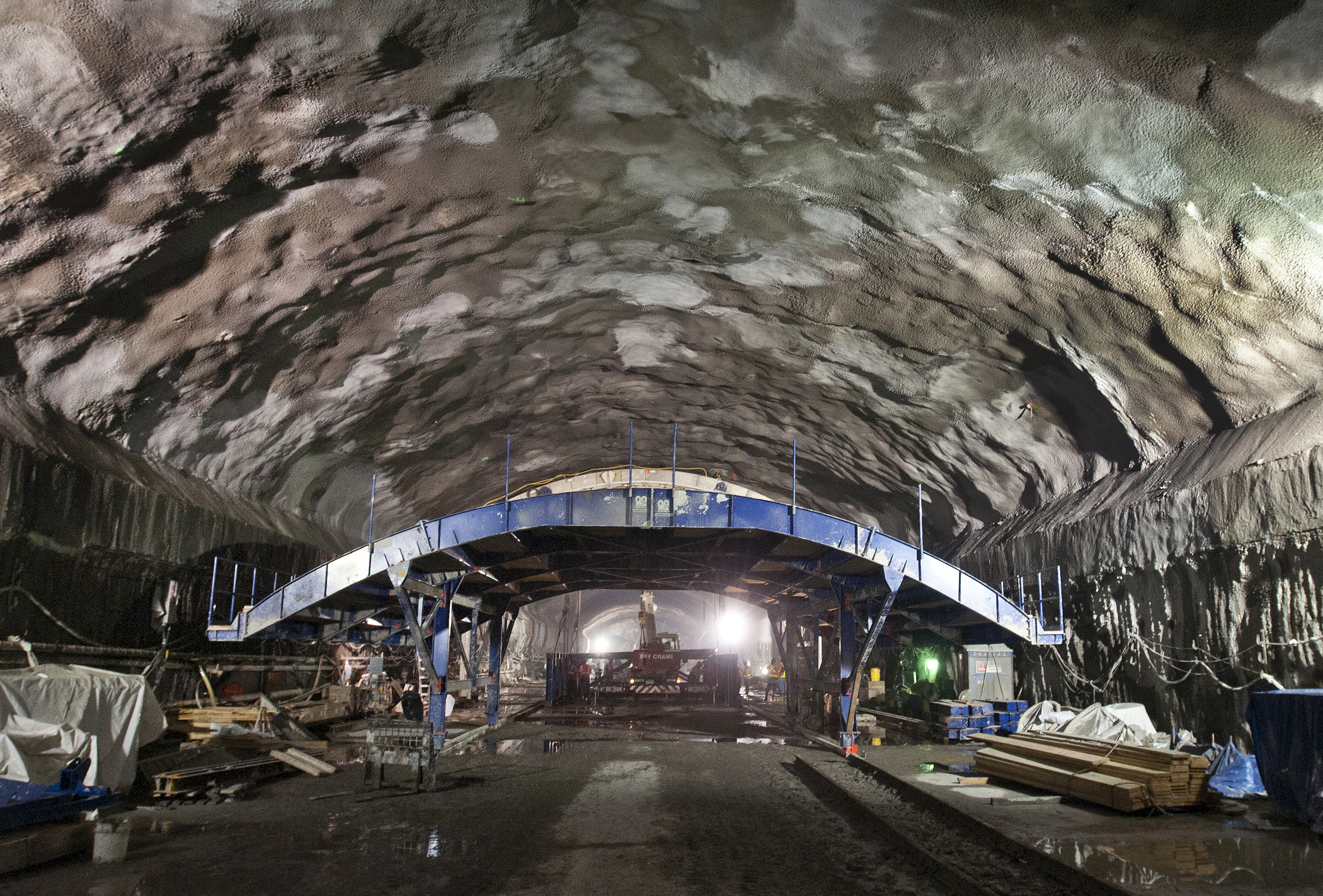
グランド・セントラル駅付近の工事風景。2011年9月。

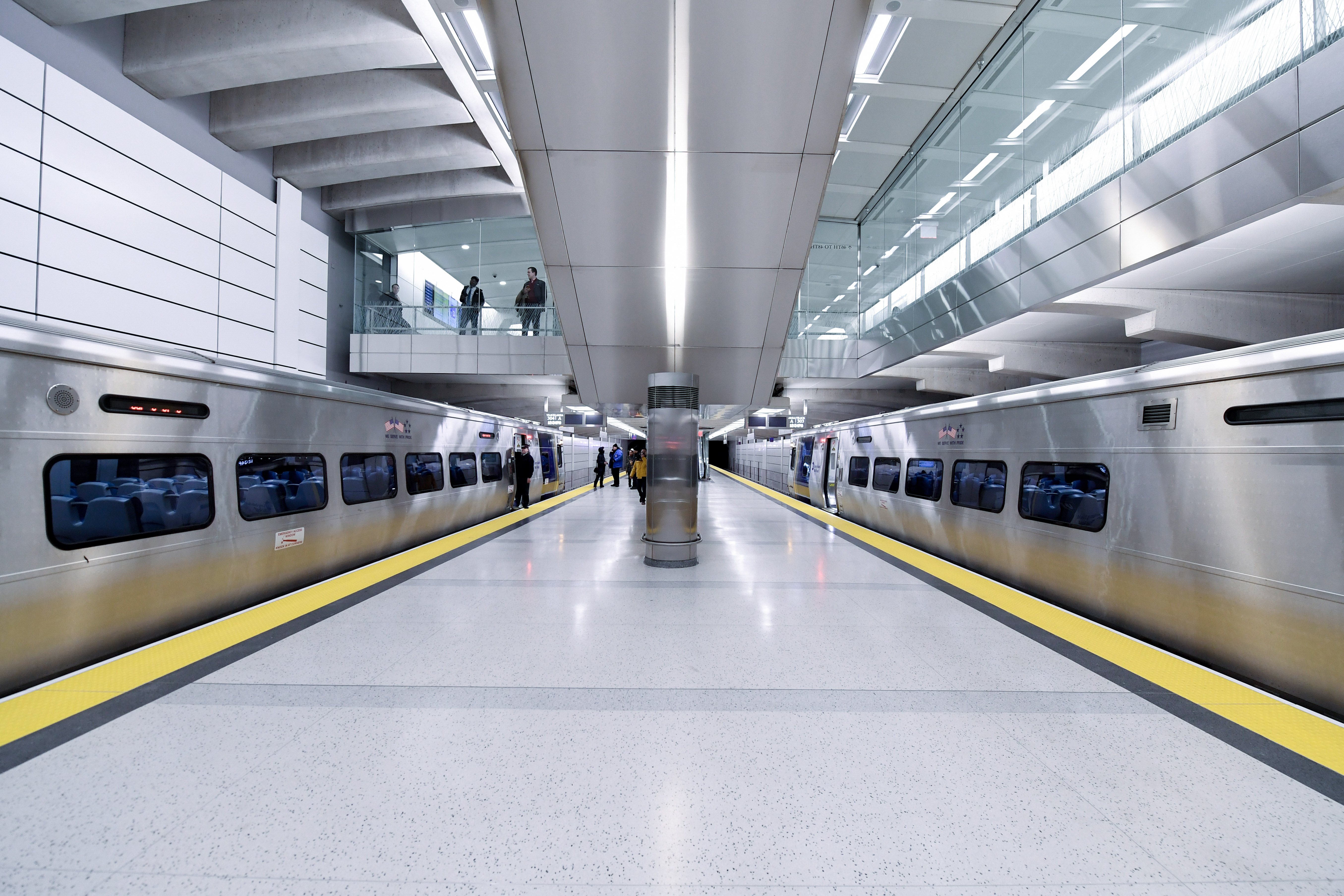
グランド・セントラル・マディソン駅のホーム

イースト・サイド・アクセス（East Side Access）は新線を建設することにより、LIRRの列車をマンハッタンの東側（East side）にあるグランド・セントラル・マディソン駅（Grand Central Madison Terminal）に乗り入れさせる計画である。現在複数ある都心側のターミナルのうち、ニューヨークの一等地マンハッタンにあるのはペンシルベニア駅 のみであるが、この新線が開通することによりLIRRはマンハッタンにおけるターミナル駅を増やすことが出来る。
新線はクイーンズにあるサニーサイド車両基地（Sunnyside Yard）から地下に潜り、既存の地下鉄トンネルである63rd ストリートトンネルの下を進みながら、マンハッタンに入る。マンハッタンに入ると進路を南に代えてパーク・アベニューの下を進みグランド・セントラル駅に達する予定である。MTAはこの新線の開通により、クイーンズやロングアイランド各地とマンハッタンを結ぶ列車を65％増やす予定である。マンハッタンの東側とロングアイランド各地を結ぶ時間は40分程度短縮され、1日当たり16万人がこの路線を利用するとみている。工事はすでに始まっており、2023年1月25日に開業した。

これに付随する計画として、ペンステーションの容量に余裕が生まれるため、現在グランド・セントラル駅をターミナルとするメトロノース鉄道の列車の一部を同駅発着とすることが検討されており、メトロノース沿線からマンハッタンの西側地区へのアクセスの改善も期待されている。

### 電化計画
いくつかの支線では電化区間の拡大が見込まれている。